# Сражение сорока
Сраже́ние сорока́ (арм. Քառասունքի ճակատամարտ) — одно из сражений в истории противостояния Армении арабскому владычеству, произошедшее в 863 году. Победив в битве, армяне создали условия для восстановления независимости государства.
Существует несколько версий объяснения названия сражения, хотя все они основаны на разных трактовках разных вариантов рукописи труда Асохика, единственного источника битвы. По одной из версий, сражение произошло в местности, которое называется Քառասունք (Карасунк) (один из христианских обрядов армян, связанных со смертью человека — сороковой день со дня смерти). По другой версии, из арабского войска спаслось только 40 человек, что и послужило причиной назвать битву именно так. По третьей версии, название связано с численностью армянской армии. И наконец, согласно последней версии битва была названа в честь памяти 40 младенцев, которые стали мучениками в первое время существования христианства.

## Ход событий
Перед битвой в Аббасидском халифате произошел кризис, который разразился в 861 году после смерти аль-Мутаваккиля. Спарапет Армении Ашот Багратуни, также известный как сын Смбата VIII Исповедника, воспользовался возможностью восстановить независимость.
Арабский халифат создал коалицию из арабских эмиратств в Армении и под предводительством кочевого племени Джаафидов и направил их на подавление. Весной 863 года арабское войско вторглось в Армению и достигло её центрального региона, остановившись у реки Аракс. 
Узнав о вторжении, спарапет Армении Ашот Багратуни собрал войско, которое под командованием его брата, спарапета Аббаса, выдвинулось навстречу противнику. Армянская армия окружила и внезапной атакой полностью разгромила противника.

## Результаты
«Сражение сорока» стало поворотным моментом в истории борьбы армян против арабского владычества. После этого сражение арабское владычества в Армении стало символическим, и спустя 21 год после поражения Аббасидского халифата армянская автономия стала независимой, и в 844 году Ашот V был провозглашен первым царем Армянского царства Геворком II, бывшим католикосом Армянской церкви, под именем «Ашот I Великий» или «Ашот I Багратуни». В 885 году Арабский халиф прислал Ашоту корону, признав его «царём».